# Juicio a Manuel Piar
Un juicio a Manuel Piar, general y prócer de la Independencia de Venezuela, se inició el 3 de octubre de 1817. Después de expresar su apoyo al Congreso de Cariaco que adversaba a Simón Bolívar, de que se le retirara el mando de tropas y de que se retirara el ejército, Piar recorrió campamentos militares en el oriente del país para incitar a pardos a enfrentarse al liderazgo republicano blanco. Fue encontrado culpable por un Consejo de Guerra de los delitos de insubordinación, deserción, sedición y conspiración y fusilado el 16 de octubre de 1817.
Varios testimonios respaldan las acusaciones en contra de Piar, pero la justificación para el juicio militar y su posterior ejecución ha sido debatida, en particular porque otros generales en la misma época, como Santiago Mariño, también pudieron ser acusados de insubordinación.

## Antecedentes
El 8 de mayo de 1817, Manuel Piar aceptó las decisiones del Congreso de Cariaco que eliminaban el mando único de Simón Bolívar. Bolívar a su vez lo privó del mando de tropas, por lo que Piar pidió su retiro del Ejército, el cual fue concedido el 30 de junio de 1817. Sin embargo, permaneció en Guayana y recorrió varios campamentos militares, buscando el enfrentamiento de tropas con el liderazgo mantuano y blanco que mantenía los altos mandos del Ejército desde 1810.

## Juicio
Piar fue capturado en Aragua de Maturín (actualmente estado Monagas) el 28 de septiembre de 1817 por el general Manuel Cedeño, y fue trasladado al cuartel general de Angostura para ser sometido a juicio el 3 de octubre. El Consejo de Guerra del caso estaba conformado por Luis Brión (presidente del Consejo, almirante), Pedro León Torres y José Antonio Anzoátegui (generales de brigada), José Ucroz y José María Carreño (coroneles), y Judas Tadeo Piñango y Francisco Conde (tenientes coroneles). El fiscal del juicio fue el general de brigada Carlos Soublette y defensor fue el teniente coronel Fernando Galindo.
El Consejo de Guerra halló culpable a Piar de los cargos de insubordinación, deserción, sedición y conspiración y el 15 de octubre lo sentenció a la pena capital; Simón Bolívar confirmó la condena. La decisión fue escrita por el secretario de Guerra José Gabriel Pérez. La sentencia fue efectuada al día siguiente, el 16 de octubre, y Piar fue fusilado contra la pared izquierda de la catedral de Angostura (actualmente la Catedral de Santo Tomás). Fue enterrado en el cementerio de El Cardonal.

## Consecuencias y análisis
El 17 de octubre de 1817, el día después del fusilamiento, Simón Bolívar anuncia en una proclama:

Ayer ha sido un día de dolor para mi corazón. El general Piar fue ejecutado por sus crímenes de lesa patria, conspiración y deserción. Un tribunal justo y legal ha pronunciado la sentencia contra aquel desgraciado ciudadano, que embriagado con los valores de la fortuna y por saciar su ambición, pretendió sepultar la patria entre sus ruinas. El general Piar, a la verdad, había hecho servicios importantes a la República, y aunque el curso de su conducta había sido siempre la de un faccioso, sus servicios fueron pródigamente recompensados por el gobierno de Venezuela… pero este general, que solo aspiraba al mando supremo, formó el designio más atroz que puede concebir un alma perversa. No sólo la guerra civil, sino la anarquía y el sacrificio más inhumano de sus propios compañeros y hermanos se había propuesto Piar… El cielo ha permitido que un hombre que ofendía la divinidad y al linaje humano no profanase más tiempo la tierra, que no debía sufrirlo un momento después de su nefando crimen.
Simón Bolívar

Varios testimonios, incluyendo el de Bartolomé Salom, José Ignacio Pulido y otros, indican que Piar se dedicó a instigar a los pardos en contra de Simón Bolívar después de entregarle sus tropas, pero es debatible que esto justificara un juicio sumario y un fusilamiento. El historiador francés Clément Thibaud escribe:

A mediados de 1817, casi todos los jefes militares habrían podido ser acusados de insubordinación. Bermúdez, Mariño y sus aliados habían organizado un congreso encaminado a quitarle al Libertador la dirección de la guerra. Zaraza apenas paraba mientes a las “observaciones” del comando general. Pasemos también por alto a José Antonio Páez que, emperador en su reino de Los Llanos entre el Arauca y el Apure, no había reconocido sino en forma del todo simbólica la superioridad del Libertador. Sólo Monagas parece un caudillo bajo sus órdenes. Pero, y en esto está el punto esencial, ninguno de estos líderes tiene la ambición de construir un ejército de soldados de infantería apto para atacar las capitales (Santa Fe y Caracas), como Piar, con ayuda de Cedeño. Al concentrarse en el general pardo de origen extranjero, Bolívar no busca rebajar el poder de los caudillos sino eliminar a un temible rival que compartía su ambición reguladora. Fue esta, sin duda, la verdadera razón del proceso contra Piar.
Clément Thibaud (2003)

Por su parte, el historiador venezolano Rafael Arráiz Lucca ha destacado que Piar había sido privado de su propio ejército y cuestionó que fuese probable que pudiese formar otro en pocas semanas. El general francés Louis Peru de Lacroix escribió en el Diario de Bucaramanga que Bolívar le dijo en 1828, once años después del fusilamiento:

La ejecución del general Piar bastó para destruir la sedición: Fue un golpe de Estado que desconcertó y aterró a todos los rebeldes, desopinó a Mariño y su Congreso de Cariaco, puso a todos bajo mi obediencia, aseguró mi autoridad, evitó la guerra civil y la esclavitud del país, me permitió pensar y efectuar la expedición de la Nueva Granada y crear después la República de Colombia: Nunca ha habido una muerte más útil, más política y, por otra parte, más merecida.
Simón Bolívar (1828)